# Legacy (пісня Eminem)
«Legacy» — шостий трек з восьмого студійного альбому американського репера Емінема The Marshall Mathers LP 2. Бек-вокал: Поліна Ґуд'єва. Більшість оглядачів позитивно оцінили пісню.

## Передісторія й тематика
У треці йде мова про неблагополучне дитинство репера у Детройті, штат Мічиган. Як і в «Lose Yourself» у треці пояснюється, якою важливою була музика в житті молодого Емінема. Як приклад гурту, який він слухав тоді, наведено гардкор-реп колектив з Квінзу Onyx. У «Legacy» Eminem згадує як він соромився, ніяковів, як його заштовхували до шафки у школі, докладно описує, як він намагався заглушити біль репом. Зрештою Eminem визнає, що його музика є спадком, а влаштування свого мозку «по-іншому» — радше перевага, ніж недолік.
Пісня також містить безліч футбольних покликань на американський футбол: на Браяна Докінза, Detroit Lions, New York Giants, Atlanta Falcons, Miami Dolphins, Body Bag Game та Браяна Болдінґерса. Він також згадує сезон Детройт Лайонс 0-16 (2008).
Фредро Старр з Onyx похвалив Емінема за наявність назви гурту у тексті. Він також зазначив, що це пов'язує 2 Marshall Mathers LP, позаяк учасник Onyx, Sticky Fingaz, взяв участь у записі «Remember Me?» з першої платівки (2000).

## Написання й продакшн
«Legacy» написали приблизно 2 років тому під час сесії співачки Поліни та Девіда Брука у Нью-Йорці. За кілька місяців вона відвідала Ніла Джейкобсона, керівного працівника Interscope, який, почувши пісню, сказав їй: «Нікому не програвайте це. Це запис Емінема». Наступного тижня, співачка й Брук прийшли до студії Емайла, де той спродюсував пісню й потім надіслав її реперу. Eminem додав власні вірші, залишивши вокал.

## Чартові позиції
| Чарт (2013)                                      | Найвища позиція |
| ------------------------------------------------ | --------------- |
| Велика Британія (The Official Charts Company)    | 199             |
| Велика Британія (UK R&B Chart)                   | 24              |
| США (Bubbling Under Hot 100 Singles) (Billboard) | 18              |
| США (Hot R&B/Hip-Hop Songs) (Billboard)          | 44              |
| Франція (SNEP)                                   | 163             |